# Henryk Siemiradzki
Henryk Hektor Siemiradzki (Novobélgorod, gobernación de Járkov, Imperio ruso, 24 de octubre de 1843-Strzałków, Radomsko, Imperio ruso, 23 de agosto de 1902) fue un pintor y retratista polaco activo durante las Particiones de Polonia, y recordado por su arte académico monumental, donde destacaba por sus representaciones de escenas del antiguo mundo grecorromano y del Nuevo Testamento. También destacó en la pintura de género, el paisaje y el retrato, aunque también se dedicó a diseño de interiores, tanto privados como de teatros. Académico y profesor de la Academia Imperial de Artes, las academias de pintura de Berlín, Estocolmo, Roma, Turín, miembro de la Academia Francesa de Bellas Artes. Las obras se encuentran repartidas principalmente en museos de Polonia, Ucrania y Rusia, así como en colecciones privadas de países europeos. Las exposiciones personales del artista se realizaron en Polonia en 1903, 1939, 1968 y 1980. Muchas de las obras del artista se han perdido, por ejemplo, las pinturas de la Catedral de Cristo Salvador en Moscú.

## Biografía
Henryk H. Siemiradzki nació en Novobélgorod—entonces parte del Imperio ruso; en la actualidad, se trata de Pechenigi, localidad ucraniana perteneciente al óblast de Járkov—, en el seno de una familia szlachta polaca. Hijo del médico Hipolit Siemiradzki y de Michalina Prószyńska, cuyos padres conocían de primera mano al poeta y patriota polaco Adam Mickiewicz.
Se trasladó a la ciudad de Járkov para estudiar pintura. Su maestro fue Besperchy, antiguo alumno del famoso pintor ruso Karl Briullov. Posteriormente, continuó sus estudios en la Universidad de Járkov, donde se decantó por la rama de ciencias, aunque continuó con su destreza artística.
Después de graduarse en la universidad, abandonó su carrera científica y se trasladó a San Petersburgo para estudiar pintura en la Academia Imperial de las Artes entre 1864 y 1870. Tras su graduación, fue galardonado con una medalla de oro. En el periodo 1870-1871, estudió con Carl Theodor von Piloty en Múnich con una beca otorgada por la Academia. En 1872 se trasladó a Roma y construyó un estudio en Via Gaeta, mientras que pasaba el verano en su finca en Strzałkowo, cerca de Częstochowa (Polonia).
En 1873 recibió el título de académico de la Academia Imperial de las Artes por su obra Cristo y el pecador, basado en un verso de Tolstói. En 1878 recibió la orden francesa de la Legión de Honor y la medalla de oro de la Exposición Universal de París. Entre  1876 y 1879, Siemiradzki trabajó en los frescos de la Catedral de Cristo Salvador de Moscú. Varias de sus obras están repartidas entre Polonia, Ucrania y Rusia, los tres países donde Siemiradzki desarrolló su obra artística y pictórica.
Falleció en Strzałkowo (actualmente parte del voivodato de Łódź de Polonia) en 1902, y fue enterrado en el Cementerio Powązki de Varsovia, aunque posteriormente fue llevado al Skałka de Cracovia.
Durante gran parte de su vida, Henryk Siemiradzki tuvo gran admiración por la Académie des Beaux-Arts francesa. Algunas de sus obras más conocidas se exponen en el Museo Nacional de Varsovia (Polonia), la Galería Municipal de Arte de Leópolis de Lviv (Ucrania) y la Galería Tretiakov de Moscú (Rusia).

## Obras

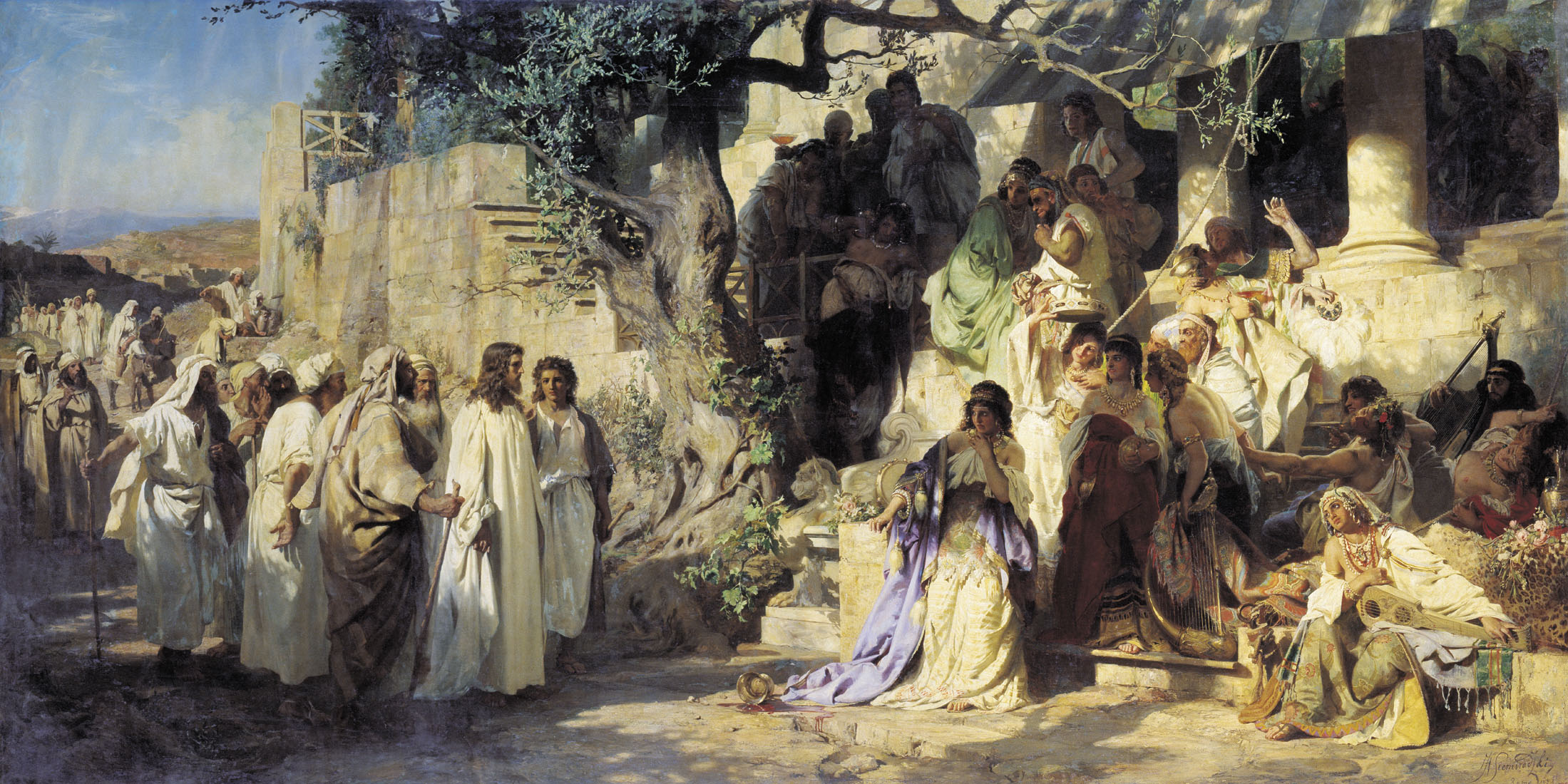
Cristo y el pecador, versión de 1875
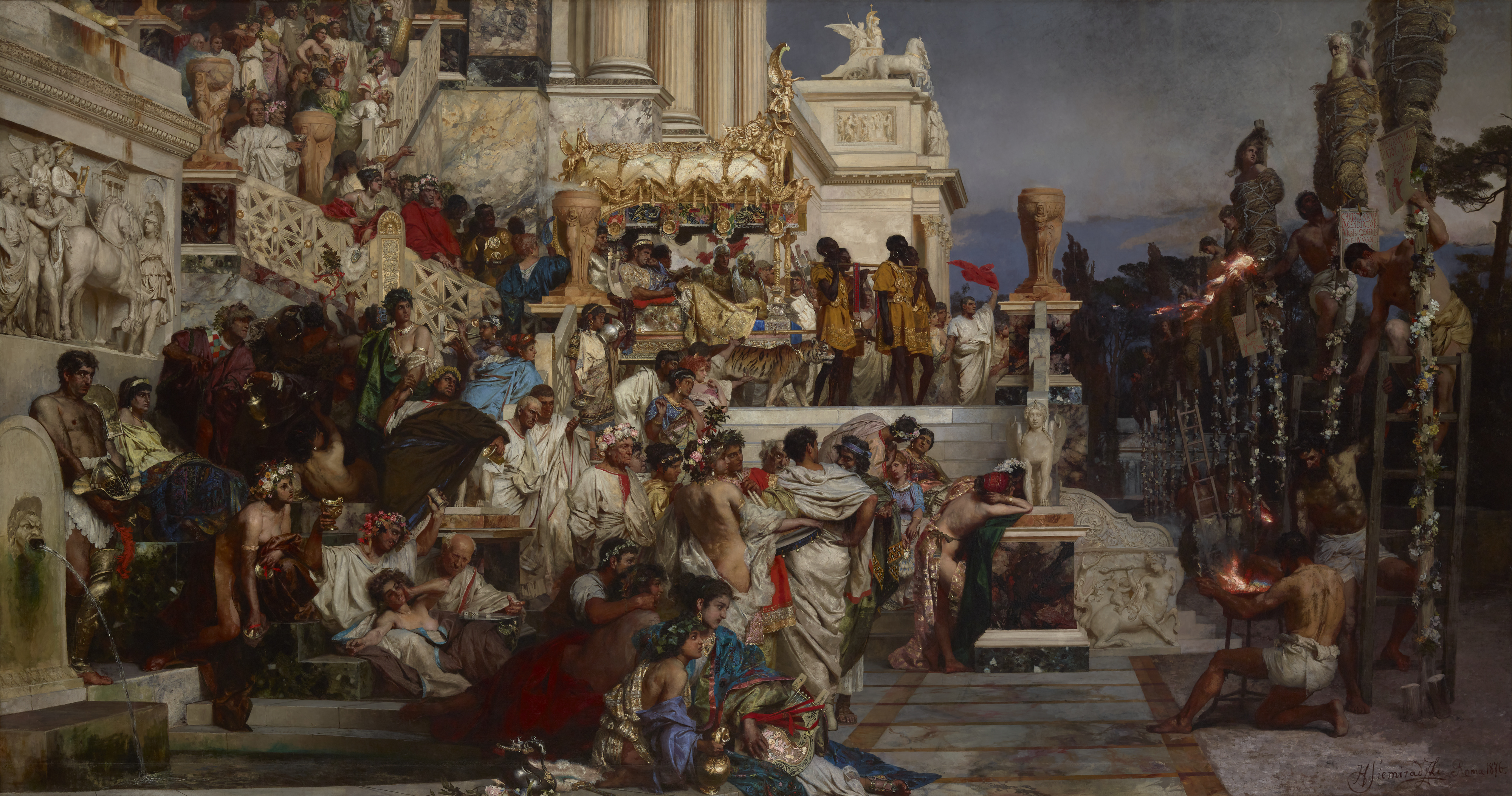
Antorchas de Nerón, 1877
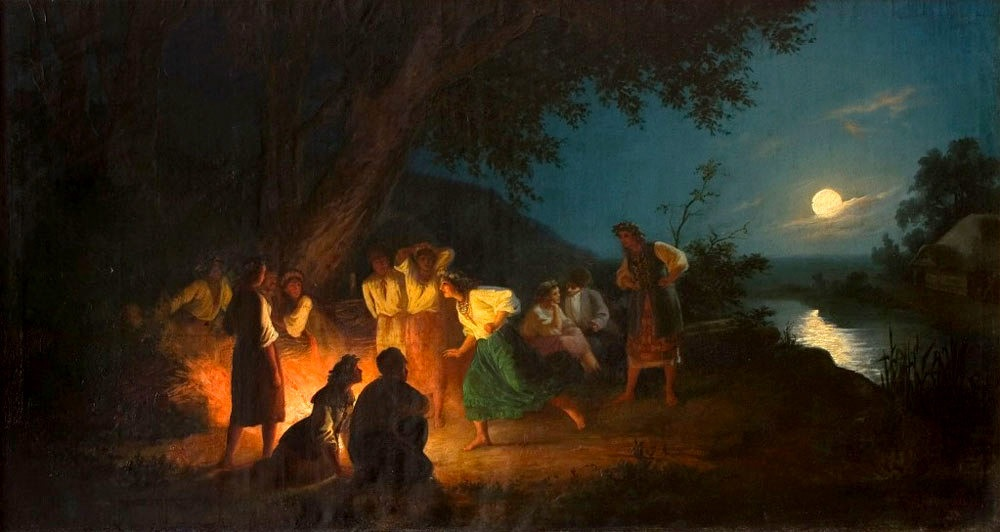
Noche de Iván Kupala, 1880
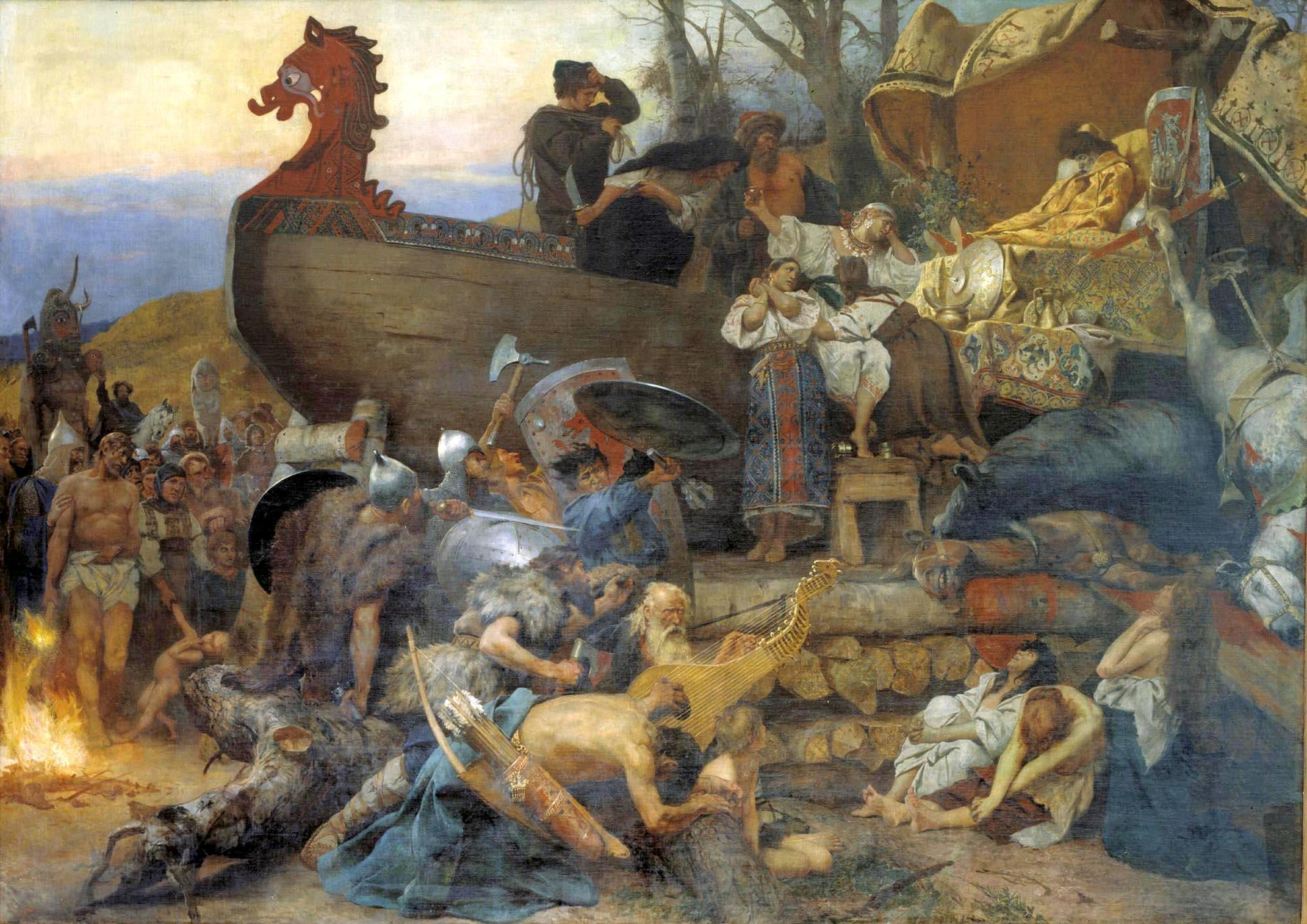
Entierro del cacique varego, 1883
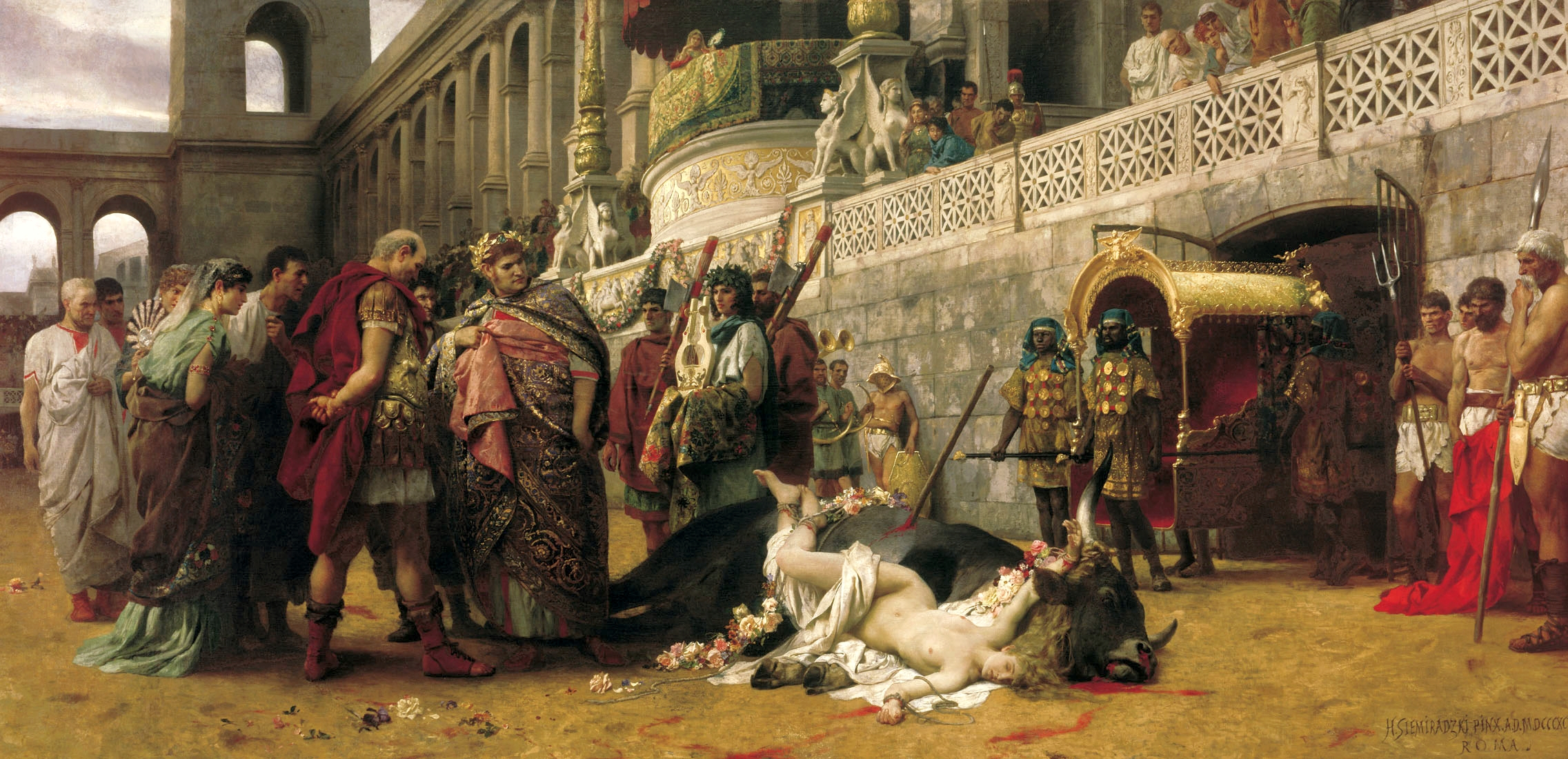
La Dirce cristiana, 1897
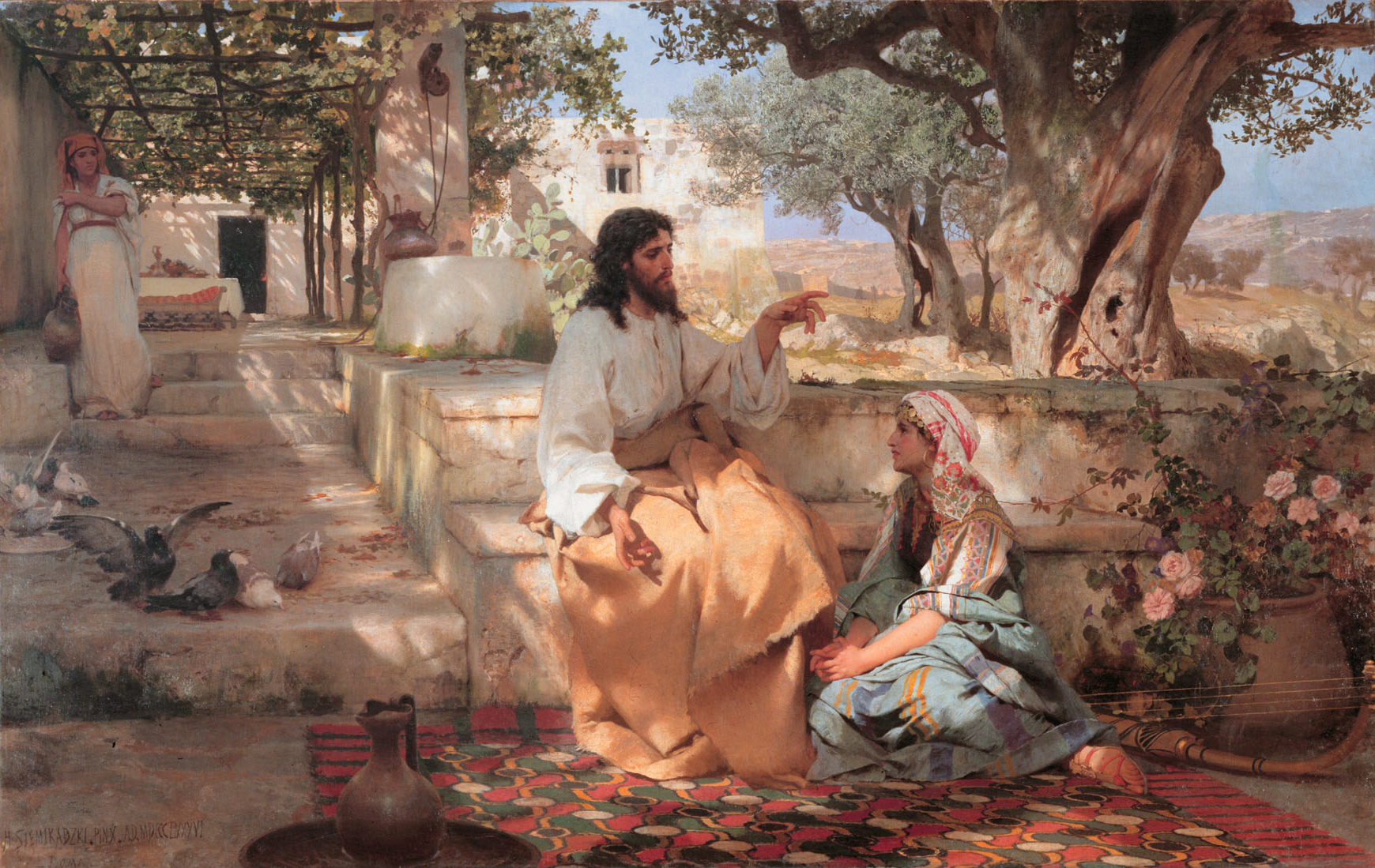
Cristo con Marta y María, 1886
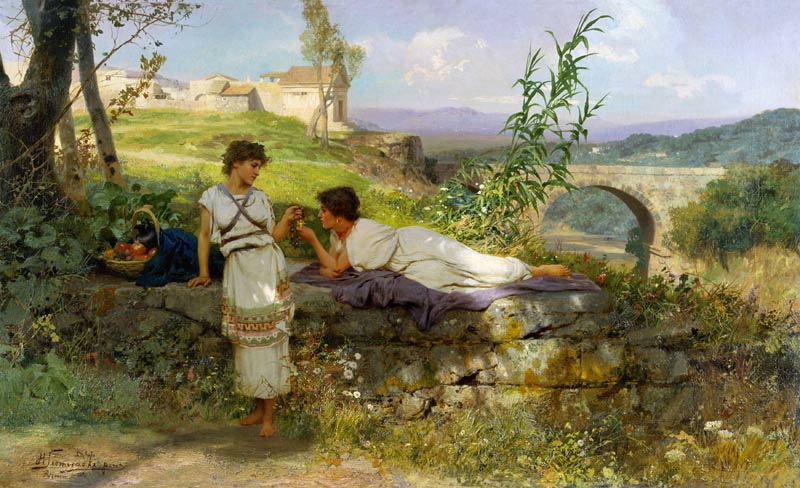
El talismán, 1880s
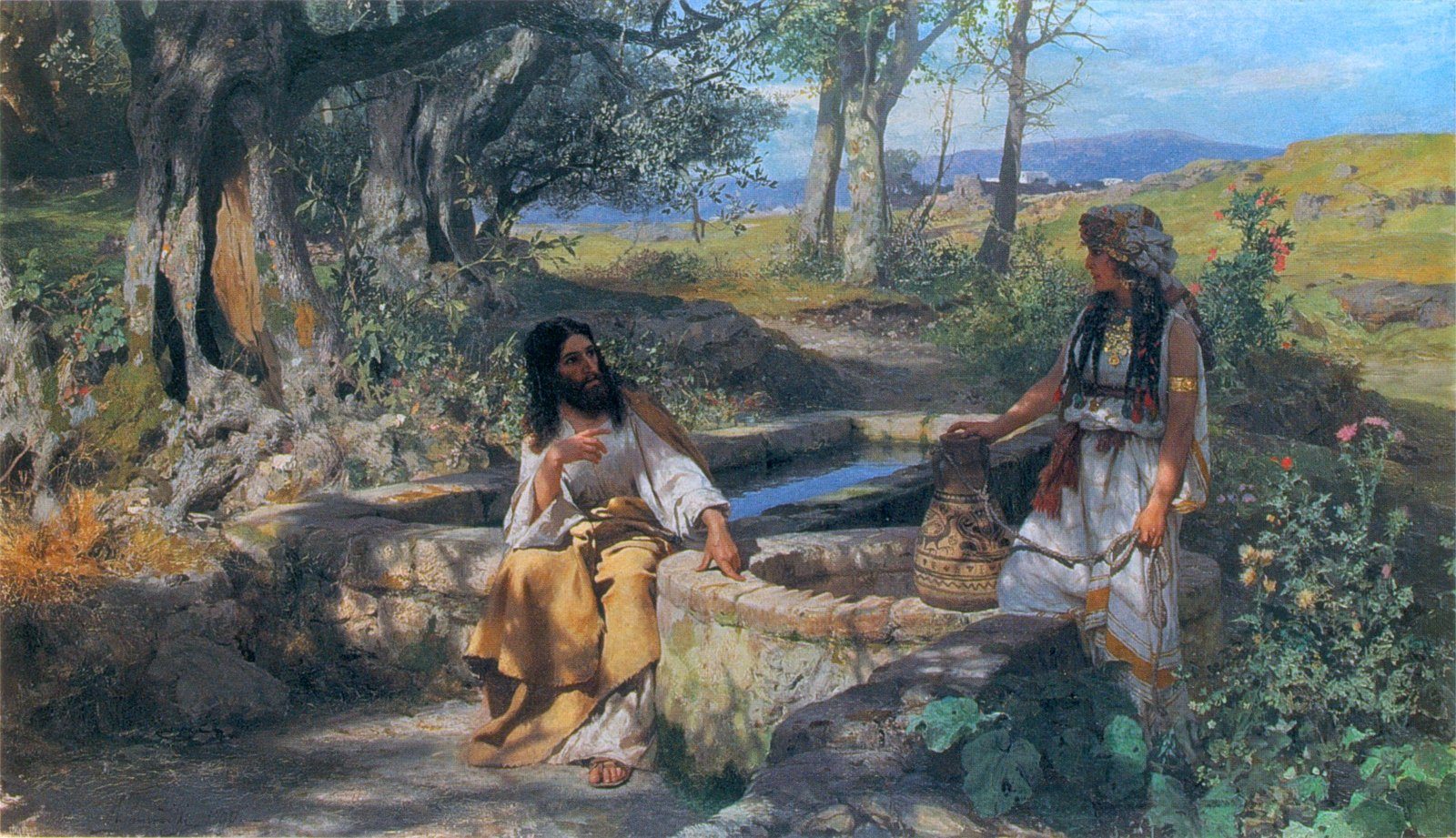
Cristo y la samaritana, 1890
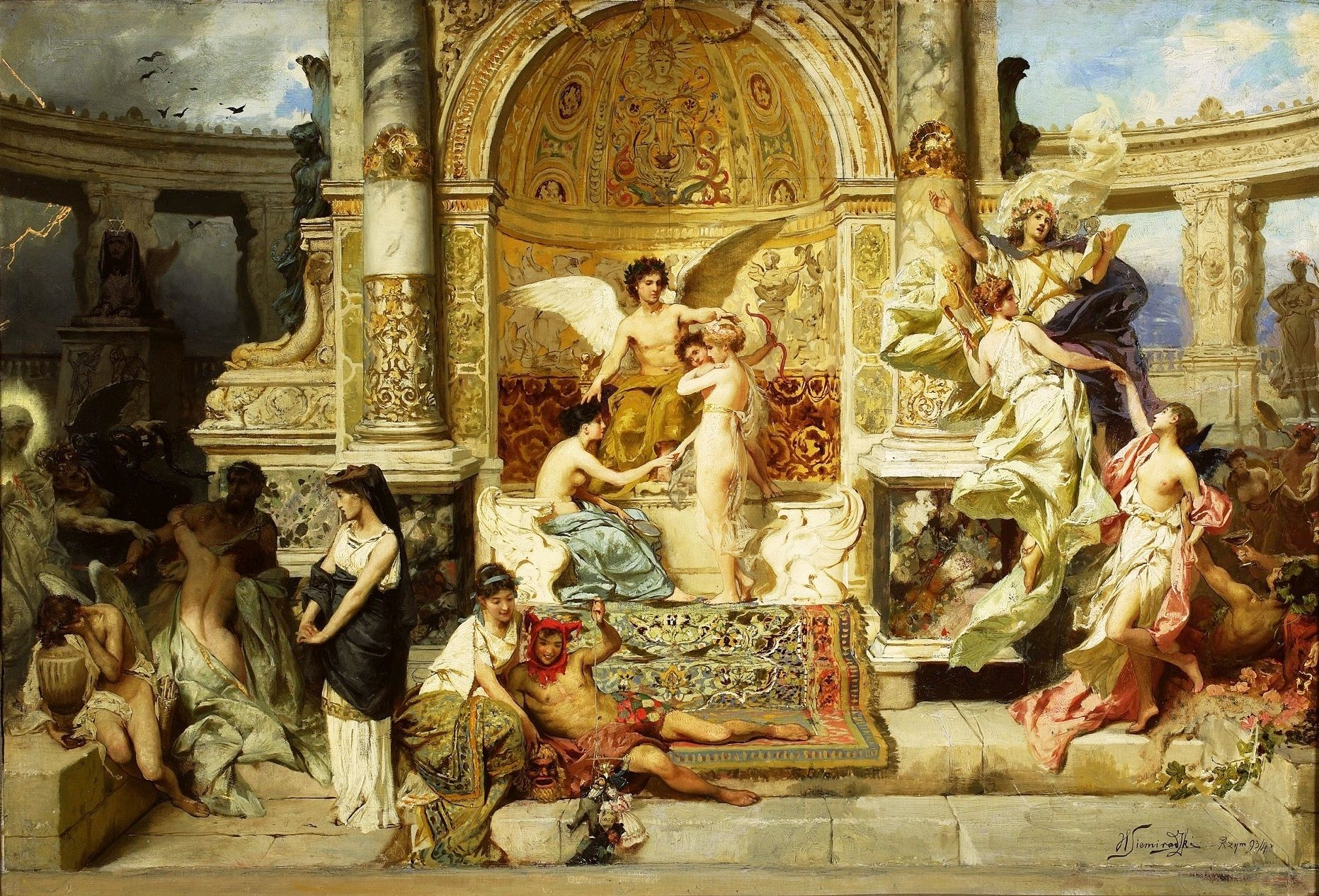
Cortina en el Teatro Juliusz Słowacki en Cracovia
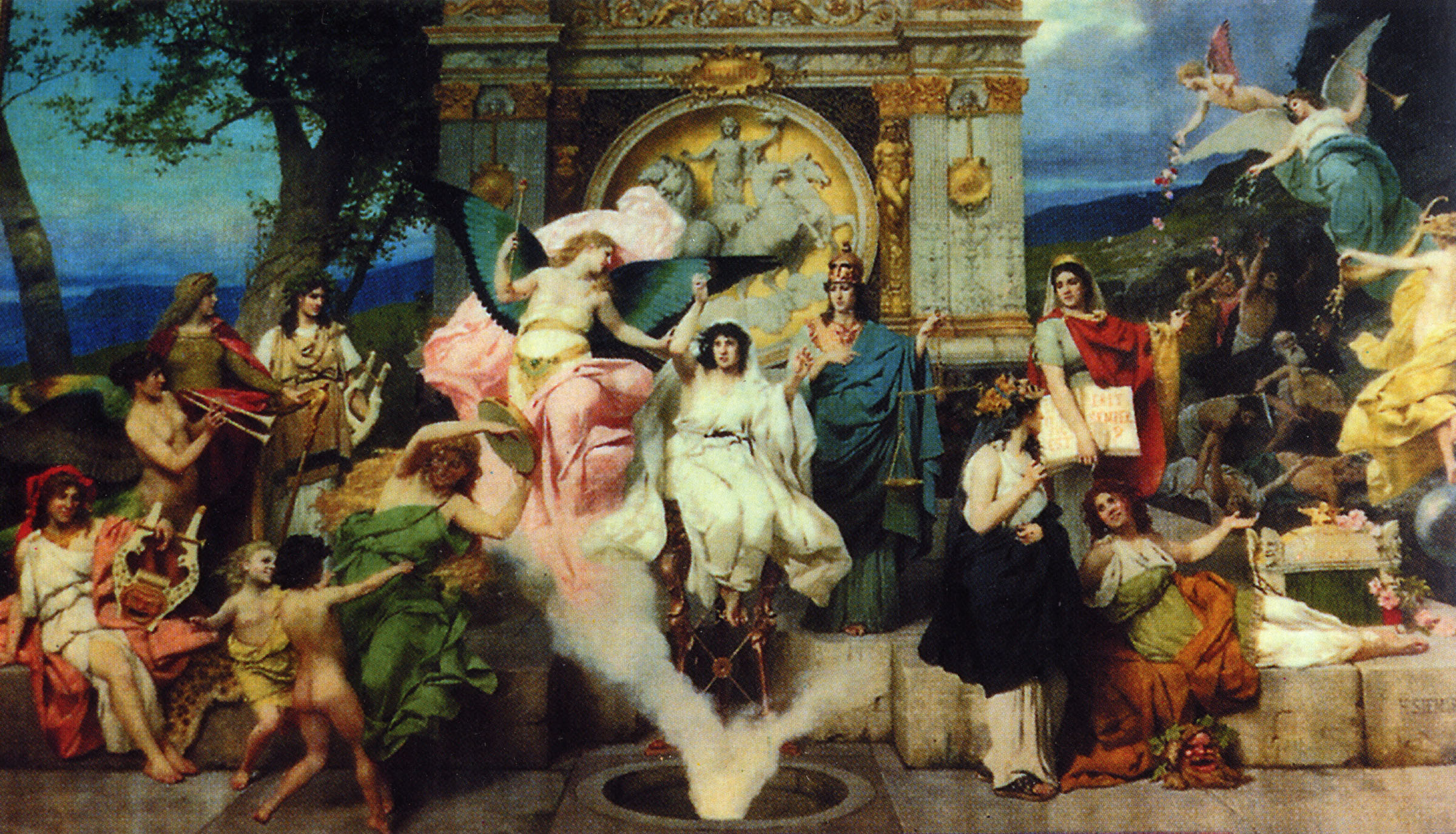
Parnaso del Teatro de Ópera y Ballet de Leópolis